# Hellerhof (Paudorf)
Der Hellerhof in Paudorf in Niederösterreich stellt mit dem Hauptgebäude, der modernen Pfarrkirche St. Altmann und der alten Kapelle Johannes des Täufers das Pfarrzentrum und den Sitz der Pfarre Paudorf-Göttweig dar. Er gehört zur Marktgemeinde Paudorf im mittleren Fladnitztal am Ostrand des Dunkelsteinerwaldes. Dieses Gebiet südlich des Benediktinerstiftes Göttweig zählt zum politischen Bezirk Krems-Land im Bundesland Niederösterreich.

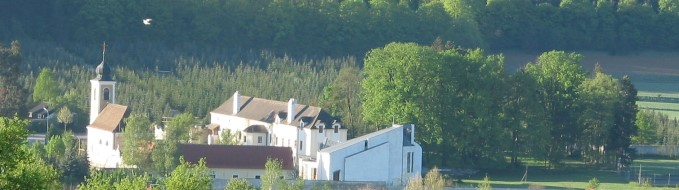
Der Hellerhof, das Pfarrzentrum der Pfarre Paudorf-Göttweig

## Geschichte

### 12. bis 17. Jahrhundert
Wo der Hellerhof heute steht, erhob sich einst der Ort Dietmarsdorf. Er wurde vom Salzburger Erzbischof Dietmar I. (873–907) gegründet, zählte im Mittelalter zehn Häuser, verödete jedoch im 14. und 15. Jahrhundert. Nur der (Heller-)Hof und die Mühle überdauerten die Zeit.
1386 pochten die Grafen von Hardegg noch auf ihr Oberhoheitsrecht über das Salzburger Lehen Dietmannsdorf. 1477 übergaben sie den Hof dem Stift Göttweig zu freiem Eigen. Nun wurde er Dietmannshof, nach einem späteren Besitzer auch Hollerhof genannt.
Unter den zahlreichen prominenten Besitzern ragen Hans Krull von der Seligenstat (Doktor der sieben freien Künste und der Arznei an der Universität Wien) und Magdalena Gerhardtin, geb. von Altenau (Tochter des Salzburger Erzbischofs Wolf Dietrich von Raitenau) hervor. Magdalena von Altenau verkaufte als Witwe den Dietmannshof 1637 dem Stift Göttweig unter Abt David Gregor Corner, dem Verfasser des „Gros Catolisch Gesangbuches“.
Abt Gregor Heller ließ den Hof 1650 bis 1651 unter Baumeister Mathias Canevale zu einem prunkvollen Rekreationshof umbauen – seither trägt er den Namen Hellerhof. Zu den zwei Teichen im Garten kamen Grotten und Springbrunnen hinzu. 1653 malte Onophrius Strohvogel (Maler aus Dürnstein) eine Grotte aus und vergoldete die Uhrzeiger. 1665 verbesserte Meister Rava Rueber Donato (Stuckateur) die „Wassergrotte“ und die Grotten „Neue Welt“, „St. Gregor“ und „Eremitoria“. 1695 kaufte Abt Berthold Mayr vom Salzburger Steinmetz Pernegger ein Fischbecken aus blauem Marmor um 1100 Gulden und Statuen um 200 Gulden. Die Göttweiger Mönche konnten den Hof nun zur monatlichen Erholung nutzen. 1678 widmet Abt Johannes Dizent die neu gestaltete Kapelle Johannes dem Täufer. Zu dieser Zeit (1679 und 1680) wütete die Pest in den Dörfern rund um den Göttweiger Berg. Während der Zweiten Wiener Türkenbelagerung (1683) lagerten im Hof Salva-Guardia-Reiter, daher wurde er nicht zerstört.

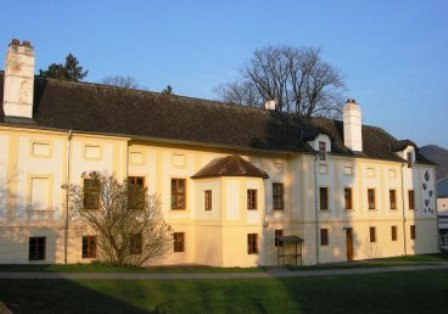
Der Wohnungstrakt: Pilgerhospiz, Pfarrerwohnung, Kanzlei und Pfarrsaal

### 18. Jahrhundert
Am 13. Juli 1712 brannte der Hof bis auf die Grundmauern nieder. Baumeister Jakob Prandtauer reiste zur Brandbeschau an. Über den Wiederaufbau des Hellerhofs gibt es aber keine Archivakte. In den folgenden Jahren blieb der Hellerhof weiterhin als Rekreationhof für den Göttweiger Konvent interessant. 1731 wurde ein neues hölzernes Sommerhaus erbaut, 1745 der Hochaltar der Hellerhofkirche renoviert. Für Abt Gottfried Bessel (1714–1749) wurde jedoch das von ihm ausgebaute und mit einer Orangerie versehene Schloss Meidling (im Tal) zunehmend wichtiger.
Unter Abt Magnus Klein (1768–1783) wurde der Geist der Aufklärung wirksam. Die Zeit der Lustschlösser war vorüber. Unter Kaiser Joseph II. (1780–1790) wurde das schließlich zum Gesetz. Seinem Patent fielen ein Drittel aller österreichischen Klöster zum Opfer. In den Stiften (Göttweig) durften keine Novizen mehr aufgenommen werden. Der Hellerhof war nur noch wegen seiner Teiche als Fischlieferant von Bedeutung.

### 19. Jahrhundert
1812 zerstörte ein Brand den Hellerhof-Stadel. Dieser Anlass bot später Wilhelm Kienzl (1857–1941) den Stoff für die Oper „Der Evangelimann“.
Nach der Schlacht bei Königgrätz (1866) diente der Hellerhof kurzfristig als Lazarett für verwundete Soldaten.

### 20. Jahrhundert
Ab 1905 wurde in der Hellerhof-Kapelle wöchentlich eine Schulmesse für die neuerbauten Volksschulen von Paudorf und Höbenbach gefeiert. Die Errichtung einer zentralen Volksschule im Hellerhof war vom Stift abgelehnt worden.
In der Zeit von 1910 bis 1936 wurde der Hof als „Jagdschloss“ verpachtet. Während dieser Zeit wurde auch die Holzveranda errichtet, eine Dachbodenwohnung ausgebaut sowie ein Ziergarten im Hof errichtet. 1924 pachtete Hedwig Tusar-Taxis denn Hellerhof. Ein zu Weihnachten 1925 auf diesem Anwesen durch Hedwigs Vater und Bruder verübter Mordversuch an ihrem Ehemann Maria Emil Freiherr Taxis von Bordogna und Valnigra sorgte international für Schlagzeilen, auch Hedwig selbst soll beim Anschlag involviert gewesen sein. Karl Hofbauer, der erste Arzt im Pfarrbereich, zählte zu den weiteren Pächtern dieser Zeit (1929–1936).
1939–1945 wurde der Hof gemeinsam mit dem Stift Göttweig vom NS-Regime enteignet und der Stadt Krems übertragen. Mit Ende des Krieges gelangte er 1945 wieder in den Besitz des Stiftes Göttweig. Während der Nachkriegszeit wurde der Hellerhof immer mehr zum Pfarrzentrum, wo sich verschiedene Gruppen trafen: Ab 1947 Pfarrjugend (1952 Erbauung eines Pfarrheims), 1947 Pfarrbücherei, 1951 Jungschar, 1953 Männer- und 1954 Frauenbewegung, 1971 wurde der Mädchenchor „Glory Singers“ gegründet, der bis 1999 bestand.
Im Februar 1985 stürzte ein beträchtlicher Teil der Hellerhof-Mauer ohne ersichtlichen Grund in sich zusammen, daraufhin gründete der Pfarrgemeinderat ein Hellerhof-Komitee, das mit Abt Clemens Lashofer und Bischof Franz Zak das Gespräch suchte und Pläne für die pfarrliche Nutzung des ruinösen Hellerhofs schmiedete. Noch 1986 konnte der Pfarrer seine Wohnung vom Stift in den Hellerhof verlegen. Von 1991 bis 1993 erfolgte der Bau der neuen Pfarrkirche St. Altmann, nachdem das Stift Göttweig den Hellerhof der Pfarre Paudorf-Göttweig geschenkt hatte. 1993 wurde der Pfarrsitz von Göttweig in den Hellerhof verlegt. In diesem Jahr pachtete die Marktgemeinde Paudorf den Wirtschaftstrakt, adaptierte ihn und richtete 2001 darin eine Bücherei und 2002 das Kienzl-Museum ein. Am 20. Oktober 1996 erfolgte die Weihe des Hellerhofs als Pfarrzentrum durch Kardinal Franz König.
Im Oktober 1997 wurde das Katholische Bildungswerk Paudorf gegründet. Den ersten Vortrag im Hellerhof hielt der bekannte „Kräuterpfarrer“ Hermann-Josef Weidinger (1918–2004).
Im Frühjahr 1998 fanden Ereignisse statt, welche den Ort Paudorf mit seinem Hellerhof weit über die Bezirksgrenzen hinaus bekannt machten. Am 18. Februar erfolgte die Absetzung des Pfarrers Pater Udo Fischer durch den Diözesanbischof Kurt Krenn. Der Pater hatte sich im Zusammenhang mit der „Causa Groer“ den Unmut des Bischofs zugezogen. Die Pfarre rüstete zum Widerstand. Solidaritätserklärungen aus Kirchenkreisen, Medien und Bevölkerung waren die Folge (170.00 Unterschriften). Der für die Nachfolge zuständige Göttweiger Abt Clemens Lashofer nominierte am 18. März Pater Udo wieder als neuen Pfarrer der Pfarre Paudorf-Göttweig. Die offizielle Wiedereinsetzung erfolgte erst im Jahr 2005 unter Bischof Klaus Küng.

### 21. Jahrhundert
Im Dezember 2000 erfolgt die Gründung der Pilgerbruderschaft St. Altmann. 2001 wurde die Bibliothek Hellerhof unter gemeinsamer Trägerschaft der Marktgemeinde Paudorf und der Pfarre Paudorf-Göttweig eröffnet. Den geschichtlichen Höhepunkt des Jahres 2002 stellt die Weihe der David-Gregor-Corner-Orgel durch Kardinal Franz König dar. 2003 wird im Hellerhof-Garten der „Witzelsdorfer Altar“ errichtet: Steinplatten aus den Äckern des ehemaligen Ortes Witzelsdorf, nahe Höbenbach, werden zu einem einfachen Altar vermauert. 2004 wird hier bereits eine Hochzeit gefeiert. In diesem Jahr erhält die Pfarre Paudorf-Göttweig auch den Ostteil des Hellerhof-Areals (Garten) als Geschenk von Stift Göttweig. Die folgenden Jahre sind durch die konzertanten Opernaufführungen im Hellerhof-Garten und diverse kulturelle Veranstaltungen im Pfarrsaal und im Kienzl-Museum geprägt.

## Kapelle Johannes der Täufer

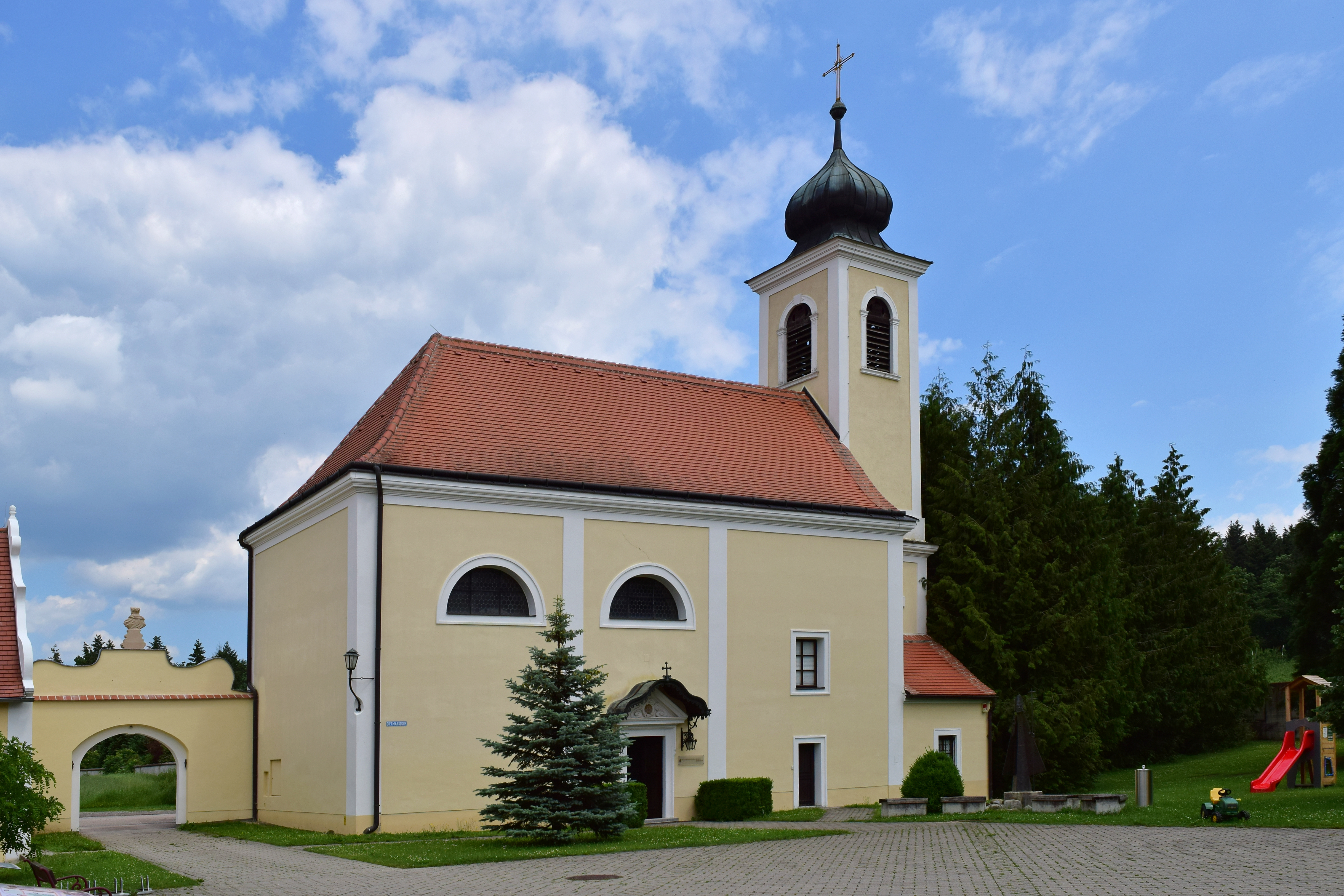
Alte Hellerhofkapelle Johannes der Täufer

### Geschichte
Die alte Hofkapelle, deren Kern aus dem 13. Jahrhundert stammt, wurde 1618 neu geweiht. 1624 erhielt sie Turm und Glocken, 1634 drei Altäre und mehr als 20 Bilder.
1677 und 1678 lässt Abt Johannes Dizent die Kapelle zur Erinnerung an seinen Wahltag (24. Juni 1672) durch Künstler schmücken und Johannes dem Täufer weihen.
1783 entgeht die Kapelle der Aufhebung durch Kaiser Joseph II., weil in ihr die sonntäglichen Christenlehren für die Gläubigen der Pfarren Göttweig und Steinaweg abgehalten werden. Seit 8. Dezember 1939 werden in ihr auch regelmäßig Sonn- und Feiertagsgottesdienste gefeiert. Der Pfarrer hat nach der Aufhebung des Stiftes durch das NS-Regime eine der beiden Sonntagsmessen hierher verlegt. 1962 erhält der Altar ein 1955 von Bischofs-Koadjutor Franz König geweihtes Portatile, 1970 wird die Kapelle durch Hinzunahme des Sakristeiraums vergrößert.

### Beschreibung

#### Äußeres
Die Kapelle ist ein lisenengegliederter Rechteckbau mit Lünettenfenstern (halbkreisförmiges Bogenfeld über dem Fenster) unter einem Halbwalmdach und vorgestelltem zweigeschoßigem Zwiebelhelmturm sowie übergiebeltem Rechteckportal.

#### Inneres
Der Innenraum ist zweijochig mit Kreuzgratgewölben über ionisierenden Pilastern und Gebälk. Schwerer, frühbarocker Stuck von 1678 findet sich an den Kapitellen und im Gewölbe. Die ehemalige Sakristei im Süden in gleicher Breite anschließend war durch eine Wand abgeteilt, die 1970 zur Raumvergrößerung geöffnet wurde.

#### Ausstattung
Den Altar schuf Matthias Schwanthaler aus Krems, das nicht mehr vorhandene Altarbild war ein Werk Johann Spillenbergers aus Kaschau. Der Stuck stammt von Donatus Rueber („Wiener Stuckschule“), die Fresken von Michael Christoph Grabenberger aus Stein. Die Kapelle gilt als Hauptwerk italienisch-süddeutscher Stuckkunst im Bezirk Krems. 
Am 20. Oktober 2002 segnet Kardinal Franz König die beiden Bronzestelen („Göttweiger Allerheiligenstelen“) des Paudorfer Künstlers Leo Pfisterer mit Darstellungen von Heiligen, die mit der Pfarrgeschichte verbunden sind:
- Marien-Stele (links): Ein Ahornbaum trägt die „Göttweiger Madonna“ (Holzkopie aus dem 19. Jahrhundert). Im Baum ein Bibeltabernakel mit einem Neuen Testament von 1611. Am Fuß des Baumes Heilige und Selige: Märtyrer Florian und Georg, Äbtissin Erentrud, Inklusin Ava, Markgräfin Gerbirg, Abt Udo von St. Blasien, Erzbischof Dietmar I., Bischof Gotthard und Kardinal Karl Borromäus.
- Salvator-Stele (rechts): Ein Felsen mit Fischen im Netz des Menschenfischers und Retters („Salvator“) Jesus Christus und zwei Salvator-Ikonen (16. Jahrhundert; 20. Jahrhundert) mit Hostientabernakel. Heilige und Selige: Bischof Blasius, Abt Michael Herrlich, Bischof Adalbero, Erzbischof Gebhard, Markgraf Leopold, Bischof Altmann, Abt Berthold, Abt Wirnto und Mönchsvater Benedikt.

### Abt Johannes Dizent Museum
Das Motto des Museums ist „Historische Funde, bedeutende Menschen“. Es ist benannt nach Abt Johannes Ev. V. Dizent (1642–1689). Er war ab 1672 der 48. Abt des Benediktinerstiftes Göttweig, galt als glänzender Redner und schrieb das Textbuch zu einer Oper für Kaiser Leopold I. In seine Amtsperiode fielen schwere Heimsuchungen für das Stift (Pestjahr 1680, Türkenjahr 1683).
Das im Juni 2010 eröffnete Museum umfasst neben der Kapelle vier weitere Räume. Es zeigt archäologische Funde der letzten Jahrtausende (beginnend mit der Altsteinzeit) mit vier Schwerpunkten: Göttweiger Archäologen (Abt Adalbert Dungl, Pater Lambert Karner und Pater Leopold Hacker), Göttweiger Predigtstuhl, Kleiner Anzinger und die Funde in der Lissen bzw. beim Hellerhof. Es informiert weiters über bedeutende Personen im Leben der Pfarre: Pfarrgründer Altmann, Kirchenpatron und einziger als Heiliger verehrter Bischof der einstigen Großdiözese Passau, Kardinal König, der mit der Pfarre seit seiner Zeit als Domkurat von St. Pölten 60 Jahre verbunden war und Richard Bamberger, Gründer des Österreichischen Buchklubs der Jugend.
Im Blickpunkt stehen auch der Hellerhof, dessen letzte Privatbesitzerin Magdalena von Altenau eine Urgroßnichte Papst Pius IV. gewesen ist und die Filialkirche St. Blasien in Klein-Wien, die erste Frauenklosterkirche des 1083 als Doppelkloster gegründeten Stiftes Göttweig.
Informiert wird auch über den 1360 in Paudorf urkundlich erwähnten Zellerweg und die Wallfahrt nach Mariazell und Santiago de Compostela. Ein weiterer Schauraum ist dem Gedenken an die NS-Zeit in der Pfarre Paudorf-Göttweig gewidmet.

## Pfarrkirche St. Altmann

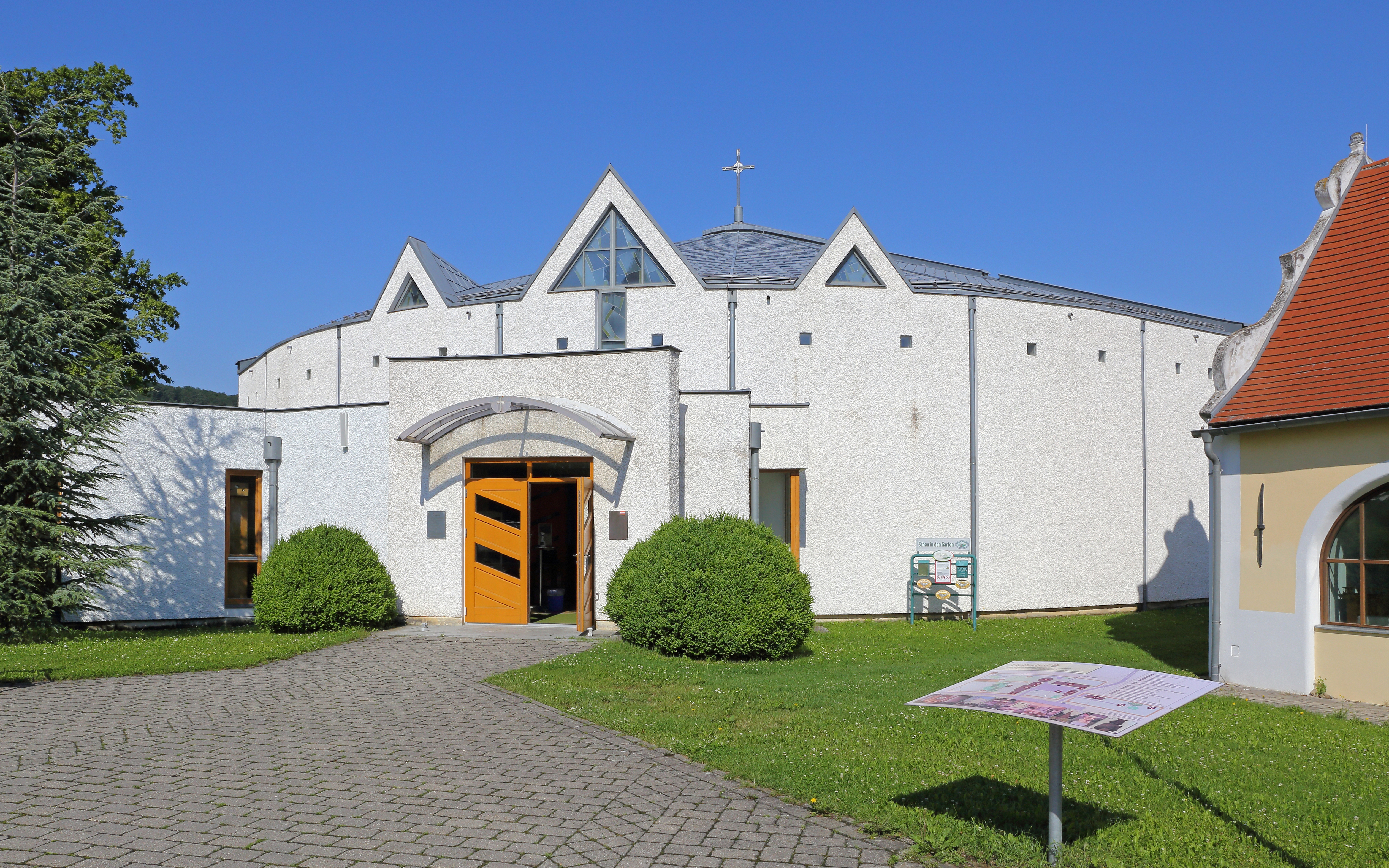
Pfarrkirche Paudorf-Göttweig von Osten

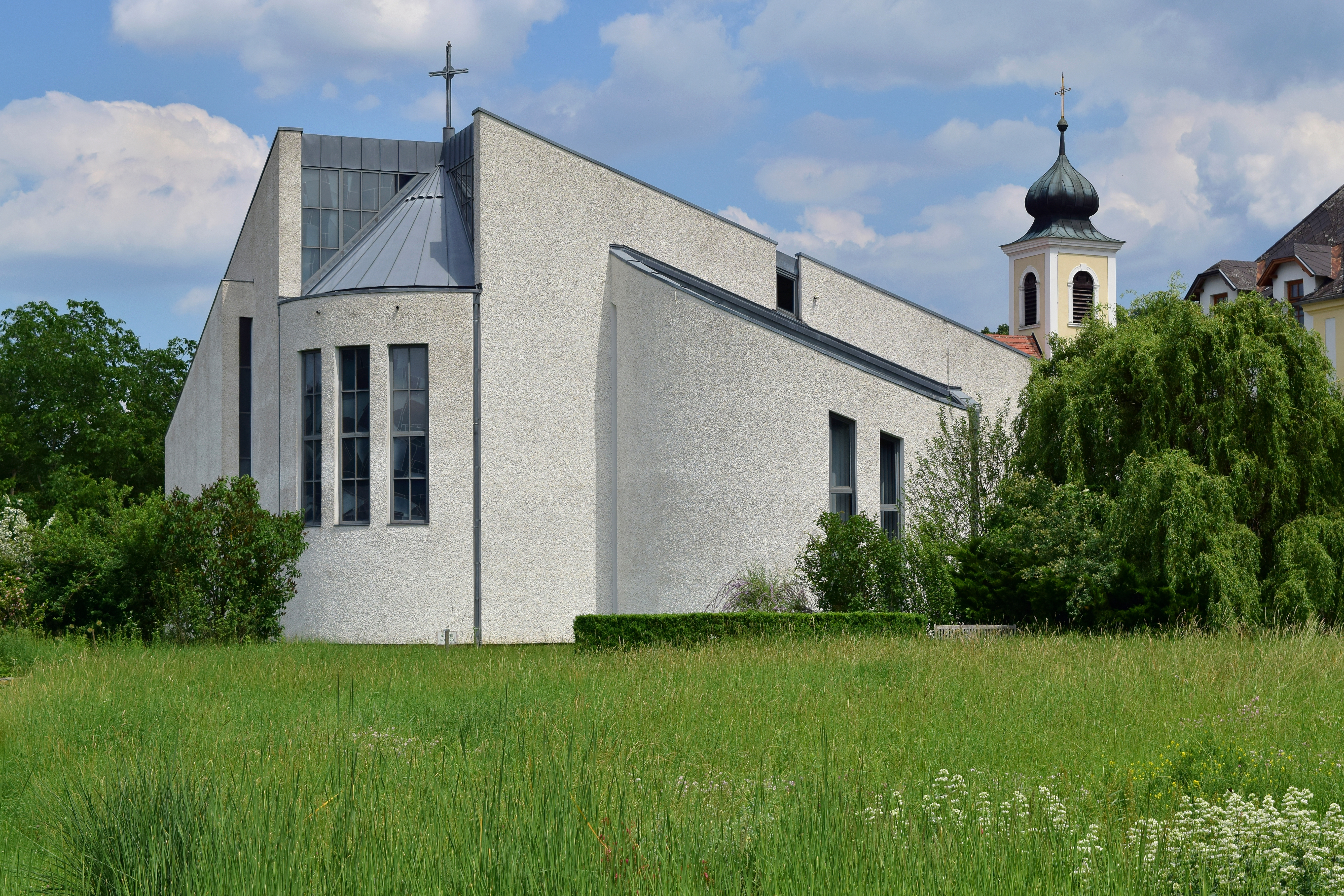
Pfarrkirche St.Altmann von Westen

### Baubeschreibung
Bei der Kirche handelt es sich um einen Bau aus Beton und Glas in Zeltform mit hochrechteckigen Fenstern über dem Grundriss von zwei Viertel-Kreisausschnitten. Der Innenraum ist ein hoher weiter Saal, die einschwingende Dachkonstruktion über dem Altar zusammenlaufend.

### Geschichte
Am 8. Dezember 1987 feiert die Pfarre den Beginn des 50. Jahres der Einführung von Sonntagsmessen im Hellerhof. Am Nachmittag  unterzeichnen Abt Clemens Lashofer, Bürgermeister Anton Greimel, Pfarrer Pater Udo Fischer, Kaplan Pater Dominikus Stohl und Mitglieder des Pfarrkirchenrates das offizielle Ansuchen der Pfarre an die Diözese um Errichtung eines Pfarrzentrums Hellerhof.
Am 5. Mai 1991, dem Fest des Patrons der alten Pfarrkirche St. Gotthard und Weihetag der alten Hellerhof-Kapelle (1618), ist Spatenstichfeier für die neue Kirche. Am 16. Juni 1991, dem Jahrestag der feierlichen Erhebung der Reliquien St. Altmanns im Jahr 1362, folgt die Grundsteinlegung durch Abt Clemens Lashofer und Diözesan-Baudirektor Heinrich Fasching (später Weihbischof). Prominentester Ehrengast ist Br. Hieronymus M. Wierzba, der letzte Sekretär des hl. Maximilian Kolbe.
Die Kirche wird nach Plänen des Höbenbacher Architekten Friedrich Göbl von Baumeister Leopold Sandler erbaut. Die künstlerische Gestaltung liegt in den Händen von Günter Wolfsberger (Altar, Ambo, Tabernakel, Fenster, Statuen Maria mit Jesuskind und St. Altmann sowie Kreuzwegbilder). Die Gesamtkosten betragen etwas über eine Million Euro. Zum Patron der neuen Pfarrkirche wurde der Gründer der Pfarre erwählt: Bischof Altmann von Passau, der einzige als Heiliger verehrte Bischof der alten Großdiözese Passau, aus der die Diözesen Wien, Linz und St.Pölten hervorgegangen sind.

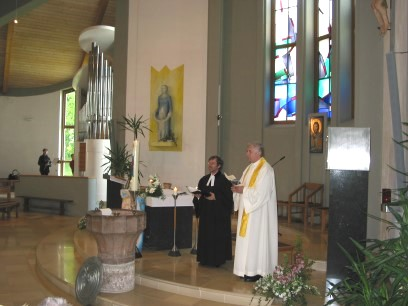
Die Innenausstattung bildet hier den schönen Rahmen für praktizierte Ökumene

Am 12. September 1993 wird die Kirche durch Bischof Kurt Krenn geweiht. An diesem Tag überreicht Bürgermeister Karl Brugger dem Abt des Stiftes Göttweig Clemens Lashofer und dem Ortspfarrer Pater Udo Fischer die Ehrenbürgerschaft. Am 20. Oktober 1996 weiht Kardinal Franz König den gesamten Hellerhof als Pfarrzentrum.

### Ausstattung
Aus Anlass des Millenniums wird eine vom Paudorfer Künstler Leo Pfisterer gemalte Christus-Ikone im Presbyterium aufgestellt, dessen Fenster von Günter Wolfsberger Dreifaltigkeit und Auferstehung symbolisieren.
2001 erwirbt die Pfarre ein aus 13 Christusbildern komponiertes Fastenkreuz des Wiener Künstlers Gottfried Hula.
Am 20. Oktober 2002 weihte Kardinal Franz König die von Orgelbaumeister Gerhard Hradetzky gebaute Orgel, die nicht wie üblich auf einer Empore steht, sondern im vorderen Teil der Kirche zur Seite des Chors. Sie verfügt über 21 Register auf zwei Manualen und Pedal. Sie trägt den Namen David-Gregor-Corner-Orgel zu Ehren des Abtes David Gregor Corner, der zu Neujahr 1631 die zweite Auflage seines Standardwerkes “Gros Catolisch Gesangbuch” dem Hellerhof-Besitzer Gabriel Gerhardt und seiner Frau Magdalena gewidmet hat. Als Abt hatte er den Hellerhof für das Stift Göttweig erworben.
Der gotische Taufbrunnen stammt aus der alten Göttweiger Pfarrkirche St. Gotthard, die im Volksmund auch „Altmannikirche“ genannt wurde.

## Wappen

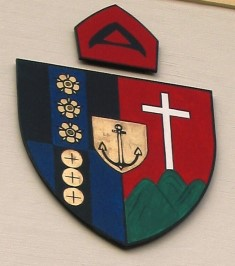
Pfarrwappen im Hellerhof

Das Pfarrwappen der Pfarre Paudorf-Göttweig im Hellerhof:
- Die  linke Seite steht für Göttweig, daher: Das Wappen des Stiftes Göttweig (weißes Kreuz auf rotem Grund mit grünem Dreiberg).
- Die rechte Seite steht für Paudorf (Hellerhof): Es wurden bewusst ein Laien- und ein Abtwappen als Vorbild gewählt:

Oben: Aus dem Wappen des Hellerhof-Besitzers Daniel Härtl – schwarzes Feld, in der blauen Straße drei weiße Hollerblüten (oder Rosen). Daniel Härtl hat als Besitzer des „Hollerhofs“ an der damaligen Hauptstraße von Göttweig nach Herzogenburg 1618 das „Umgehende Kreuz“ errichten und dort sein Wappen anbringen lassen.
Unten: Aus dem Wappen des namensgebenden Abtes Gregor Heller – blaues Feld, in der schwarzen Straße drei goldgelbe Heller.
- Verbunden wird das Allianzwappen durch das Herzschild: Schwarzer Anker in goldenem Feld (aus dem Wappen des Abtes Clemens Lashofer, unter dem die Änderung des Pfarrnamens, der Kirchenbau und Pfarrsitzverlegung durchgeführt wurden.)
- Über dem Wappen: Bischofsmütze mit dem Buchstaben A (Hinweis auf Bischof Altmann, Gründer der Pfarre und Patron der Pfarrkirche).

## Kienzl-Museum
Eine vom Wiener Polizeijuristen Leopold Meißner publizierte Liebes- und Brandtragödie, die sich 1812 im Hellerhof abgespielt hat, bot dem Komponisten Wilhelm Kienzl Stoff für seine Oper „Der Evangelimann“, die 1895 in Berlin uraufgeführt wurde. Die Arie „Selig sind, die Verfolgung leiden“ ist unzähligen Radiohörern vertraut.
Historische Figur des „Evangelimann“ war der aus Paudorf gebürtige Abt von Göttweig Engelbert Schwertfeger.
Die Marktgemeinde Paudorf hat den Wirtschaftstrakt des Hellerhofs adaptiert und 2002 ein Kienzl-Museum (u. a. mit Leihgaben der Stadt Wien und anderer Institutionen) eröffnet.

## Historischer Garten

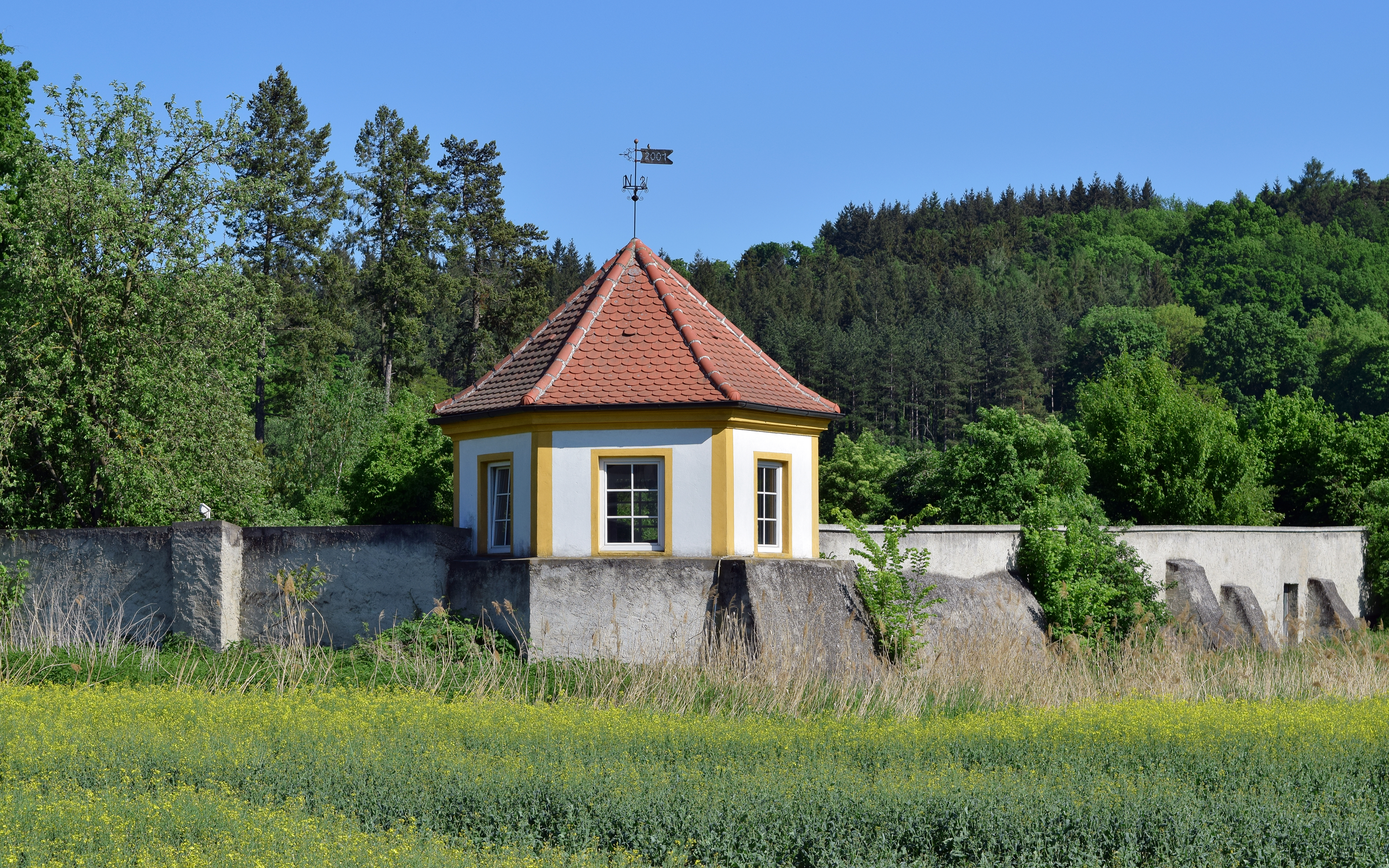
Restaurierter Gartenturm

Bereits 1440 wird im Hellerhof ein Teich erwähnt, 1543 der Bau einer Mauer.
1624 existieren zwei Teiche, ein Küchen- und ein Lustgarten.
Unter Abt Gregor Heller wird der Garten ab 1649 zu einem barocken Prunkgarten mit Lusthaus, Brunnen, Teichen, Wasserspielen und vier Grotten umgebaut.
Ende des Prunkgartens ist die Ära Kaiser Josephs II. (1780–1790).
Obst- und Forstgarten sind die darauf folgende Zweckbestimmung des Areals.
Der große Teich wird Mitte des 19. Jahrhunderts, der kleine um 1970 zugeschüttet.
Die 800 Meter lange Umfassungsmauer verfällt zusehends. Der im Pfarrbesitz stehende Teil (ca. 540 m) wird 1999–2001 von freiwilligen Helfern restauriert, ebenfalls einer der beiden Rundtürme aus der Zeit um 1650 (der zweite ist vermutlich im 19. Jahrhundert abgetragen worden).
Die Bemühungen, den historischen Garten zu neuem Leben zu erwecken, waren erfolgreich.
Im Sommer 2005 hören bereits 900 Besucher im Hellerhof-Garten die konzertante Aufführung der W. Kienzl-Oper „Der Evangelimann“, 2006 wird W. A. Mozarts „Die Entführung aus dem Serail“ aufgeführt und 2007 C. M. v. Webers „Der Freischütz“. 2008 folgt eine begeisternde Aufführung von Mozarts „Die Zauberflöte“, 2009 die komische Oper „Die lustigen Weiber von Windsor“ von Otto Nicolai.
2007 wird der Hellerhof-Garten durch die Aufnahme in das „Verzeichnis der Niederösterreichischen Landesschaugärten“ geehrt.
Lebenshilfegruppe
Im Ostteil des Hellerhofgartens wird am 4. Oktober 2003 eine Außenstelle der Behindertenwerkstätte Oberwölbling eröffnet. Die Anlage dient der Entlastung des Stammhauses in Wölbling und bietet bis zu acht Behinderten und zwei Betreuern als „Gartengruppe-Hellerhof“ Beschäftigung im Gartenbau (Gartengestaltung und Pflanzenanzucht) und bei Holzbastelarbeiten. Ab 3. Oktober 2008 ersetzt ein neu errichteter Holzbau die bisherige Container-Anlage. In der „Werkstätte-Hellerhof“ werden jetzt 16 Behinderte und 3 Betreuer tätig sein.

## Pilger-Bruderschaft St. Altmann
Ein staatlich eingetragener gemeinnütziger Verein, mit dem Sitz im Hellerhof-Paudorf, wurde am 8. Dezember 2000 gegründet. Das Ziel der Bruderschaft sind die Organisation der jährlichen Fußwallfahrt nach Mariazell, die Pflege des Wallfahrtwesens und die Beherbergung von Santiago-Pilgern im Hellerhof. 

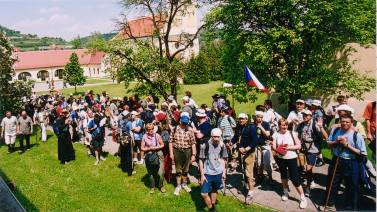
Aufbruch nach Mariazell

- Zellerweg: Seit 1360 gibt es in Paudorf die Bezeichnung „Zellerweg“. Dieser Weg ist ein Teil jenes Pilgerpfades, den schon im Mittelalter die Pilger aus Südmähren, dem Wein- und Waldviertel nach Mariazell gegangen sind.

- Ziel Mariazell: 1717 ist die erste Fußwallfahrt aus der Pfarre nach Mariazell belegt, 1771 die letzte, nachdem Kaiser Joseph II. die Wallfahrten verboten hatte. Seit 1982 wird wieder jedes Jahr auf dieser ca. 100 km langen Strecke gepilgert. Anfangs waren es 15, jetzt um die 200 Fußwallfahrer. Die Paudorfer Fußwallfahrt nach Mariazell war auch im Programm der Europawallfahrt 2007 enthalten.

- Bischof Altmann: Die Bruderschaft trägt den Namen des Heiligen Bischofs Altmann († 8. August 1091), dem Gründer des Stiftes und der Pfarre (Paudorf-)Göttweig. Er war Teilnehmer der großen Pilgerfahrt ins Heilige Land 1064 und 1065.

- Jakobspilger: Paudorf liegt am Schnittpunkt eines historischen Mariazellerweges (Nord-Süd) und des Jakobsweges (Ost-West). Seit Ostern 2000 bitten jährlich etwa 50 Pilger, die den 3500 Kilometer weiten Weg nach Santiago de Compostela oder nur den Österreichischen Jakobsweg (Nordroute) gehen, im Hellerhof um Herberge.

## Bildhauersymposium

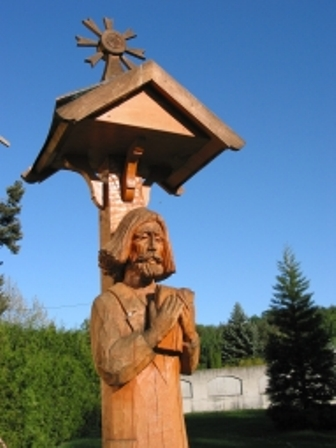
Evangelimann – Holzschnitzkunst von Algimantas Sakalauskas (Litauen)

1997 und 2002 veranstaltet die Marktgemeinde Paudorf im Hellerhof ein Internationales Bildhauer-Symposium unter der künstlerischen Leitung von Hannes Hermann Bischof (Höbenbach). 2007 fand das Symposium im nahegelegenen Maria Ellend statt.
Am 6. April 2003 eröffnet Bürgermeister Karl Brugger den „Skulpturenwanderweg“ entlang des Höbenbachs. Dieser Weg zeigt 12 geschnitzte Skulpturen des Bildhauersymposiums 2002.